# John Rutherford Gordon
John Rutherford Gordon (ur. 18 czerwca 1895 w Gilberton, zm. 11 grudnia 1978 w Daw Park) – australijski as myśliwski okresu I wojny światowej. Odniósł 15 zwycięstw powietrznych. Odznaczony Military Cross.

## Życiorys
John Rutherford Gordon urodził się w Gilberton, Australia.
Jako sierżant Australian and New Zealand Army Corps (ANZAC) brał udział w bitwie o Gallipoli. W czasie walk w Turcji został promowany na stopień oficerski. W sierpniu 1915 roku został ranny i powrócił do Australii. Po wyleczeniu służył jako oficer wywiadu. W 1917 roku został skierowany do Australian Flying Corps. Po przejściu szkolenia jako obserwator został skierowany do Europy do No. 62 Squadron RAF. Został przydzielony jako obserwator do Williama E. Statona. Razem odnieśli 15 zwycięstw powietrznych.
W połowie 1918 roku został skierowany na szkolenie pilotażu do Wielkiej Brytanii, po którego ukończeniu powrócił na front. Nie odniósł więcej zwycięstw powietrznych. Po zakończeniu wojny powrócił do Australii.  W czasie II wojny światowej zaciągnął się do Royal Australian Air Force, Od 1942 roku został komendantem No 3 Initial Training School w Kingaroy, Queensland. Do rezerwy przeszedł w stopniu podpułkownika (Wing Commander).